# Distrito de Maquía
El Distrito peruano de Maquía es uno de los 10 distritos de la Provincia de Requena, ubicada en el Departamento de Loreto, en la ribera derecha del río Ucayali perteneciente a la Región Loreto, Perú.
Este distrito limita por el norte con el distrito de Puinahua, por el este con el distrito de Emilio San Martín, por el sur y oeste con la provincia de Ucayali. 
Desde el punto de vista jerárquico de la Iglesia católica forma parte del Vicariato Apostólico de Requena.

## Historia
El distrito fue creado mediante Ley N.º 10633 del 20 de julio de 1946, en el gobierno de José Luis Bustamante y Rivero.

## Geografía humana
En este distrito de la Amazonía peruana habita la etnia tupí-guaraní grupo Kucama-Kukamiria. Maquia está surcada por numeroso ríos y quebradas a lo largo de su territorio, siendo los principales cursos de agua el Ucayali, el Puinahua, y el río Maquía, en cuyas riberas se encuentran asentadas los 43 pueblos que la conforman:
- Río Maquía: Arica, Buena Vista, Morro de Arica, Rayo y 13 de Mayo, Montevideo.
- Río Puinahua: Bolívar, Capitán Clavero, Liberal, Nuevo Clavero, Nuevo Encanto, Obrero I Zona, Obrero II Zona, Padre López, Polo Sur, San Antonio, Santa Clotilde, Santa Elena y Victoria.
- Río Ucayali: San Roque, Santa Isabel, Perla de Camunguy, Nuevo Junín, Nueva Patria, Carachama, Patria Nueva, Sta. Maria de Shiari, San Martín de Piuri Isla, Pto. Clavero, Restauración, Nva. Esperanza, Palmira, Trujillo, Encanto Siuca  Caño, Nueva Unión, Nuevo Progreso, Bermúdez, San José, Condorcanqui, Lago Maquía Tipishca, Bellavista y Las Malvinas.

La capital del distrito es Santa Isabel, pero su capital de hecho es San Roque.

## Autoridades
- Nvo. San José, Condorcanqui, Lago Maquía Tipishca, Bellavista y Las Malvinas.

### Municipales
- 2019-2022[4]
  - Alcalde: Carlos Alberto Vela Barrera, de BUHO.
  - Regidores:

  1. Tomas Ochoa Soria (Restauración Nacional)
  2. Edinson Rodríguez Pérez (Restauración Nacional)
  3. Llentil Coral Segura (Restauración Nacional)
  4. Daly Elina Rodríguez Ramírez (Restauración Nacional)
  5. Jainer Pablo Murayari Yhuaraqui (Movimiento Integración Loretana)